# Bueil-en-Touraine
Bueil-en-Touraine è un comune francese di 356 abitanti situato nel dipartimento dell'Indre e Loira nella regione del Centro-Valle della Loira.

## Società

### Evoluzione demografica
Abitanti censiti